# Centre Integral de Mercaderies
Un Centre Integral de Mercaderies (CIM) és un nus de transport on té lloc la recepció de mercaderies per a la seva gestió i posterior expedició o distribució. Es tracta d'una gran plataforma logística reservada al transport rodat (camions) que compren una extensa àrea de magatzems. A Catalunya, els centres integrals de mercaderies estan tutelats per l'empresa pública Centrals i Infraestructures per a la Mobilitat i les Activitats Logístiques, i cada plataforma acull diverses empreses logístiques, transportistes o transitàries.